# 6L6

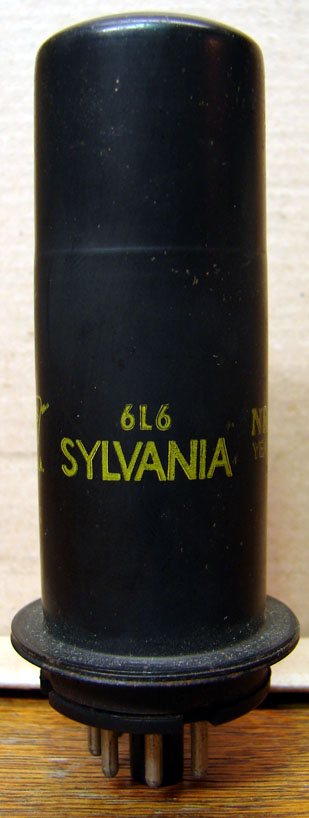
Eine 6L6 von Sylvania, in der originalen Ausführung als Stahlröhre

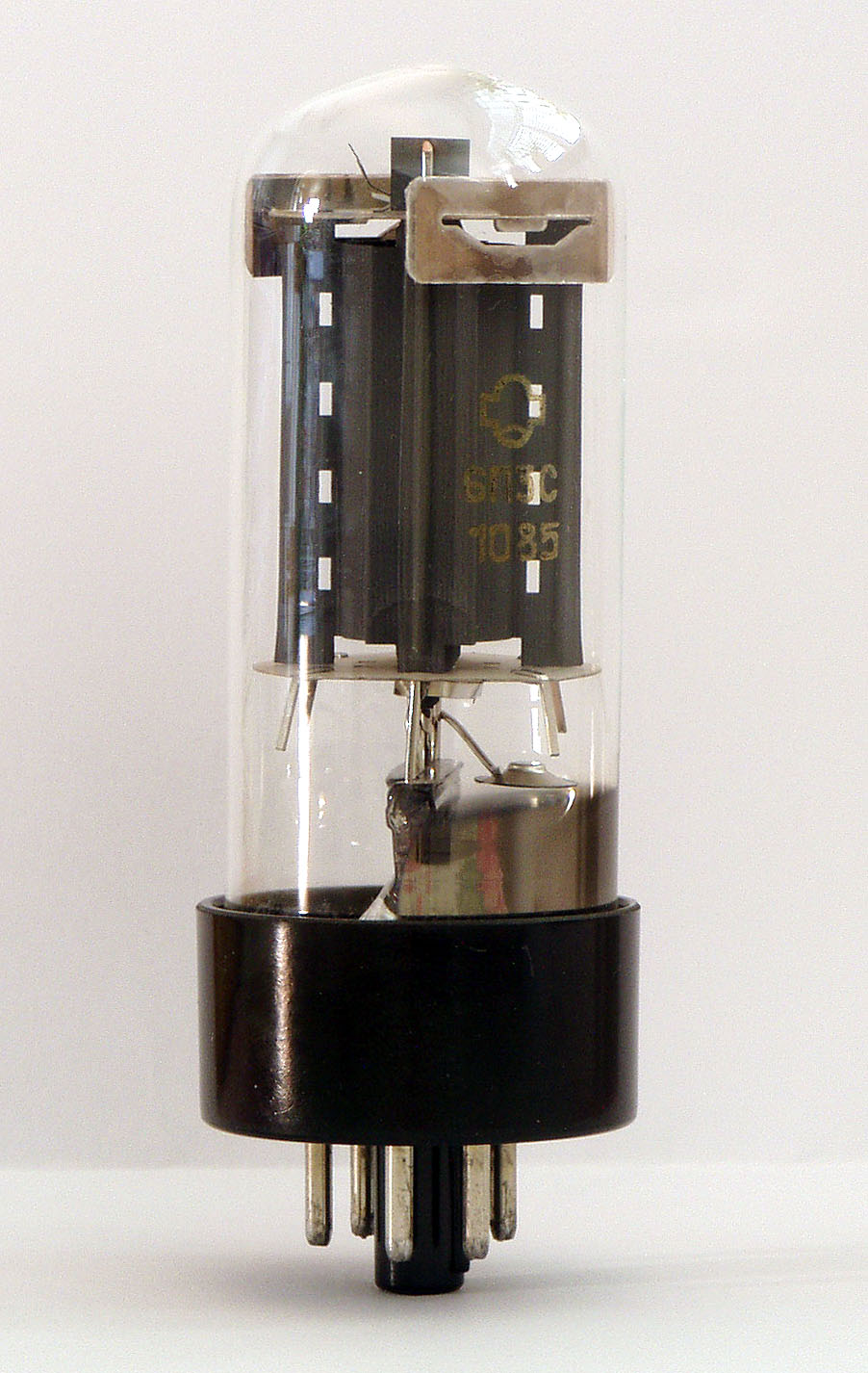
Eine russische 6П3C, ein Nachbau der amerikanischen Strahlbündeltetrode 6L6

Die 6L6 (russische Typbezeichnung 6П3C) ist eine Elektronenröhre, die als Strahlpentode oder Beam-Power-Tetrode ausgeführt ist. Sie wurde 1936 als Stahlröhre mit Standard-Oktalsockel von der Radio Corporation of America (RCA) entwickelt.
Die niederländische Firma Philips war zu der damaligen Zeit im Besitz eines Patents auf Pentoden. Zur Umgehung der Patentlizenzen entwickelten englische Röhreningenieure bereits ab 1933 die Strahlbündeltetrode und verkauften später die Entwicklung an den amerikanischen Elektronikhersteller RCA. Diese Röhre hat zwar ebenfalls fünf Elektroden im Elektrodensystem, deren Funktion prinzipiell auch denen in einer Pentode entspricht, sie wurde aber zur Umgehung des Pentodenpatents von der Herstellerfirma als Tetrode bezeichnet.
Bei der Beam-Power-Tetrode wird das pentodentypische Bremsgitter durch speziell geformte Elektronenleitbleche ersetzt, die den Elektronenstrom von der Kathode zur Anode konzentrieren und durch einen Raumladeeffekt eine ähnliche Wirkung auf unerwünschte Emission von Sekundärelektronen der Anode entfalten wie das übliche Bremsgitter einer Pentode. Die Drähte der Steuergitter und Schirmgitter liegen, mit gleicher Steigung gewickelt, genau übereinander. Beide Maßnahmen stellen ein elektronenoptisches System dar, das den Röhren gegenüber konventionellen Pentoden bessere Eigenschaften verleiht (geringere Verzerrungen, geringere Rückwirkung von der Anode auf das Steuergitter).

## Kennlinien

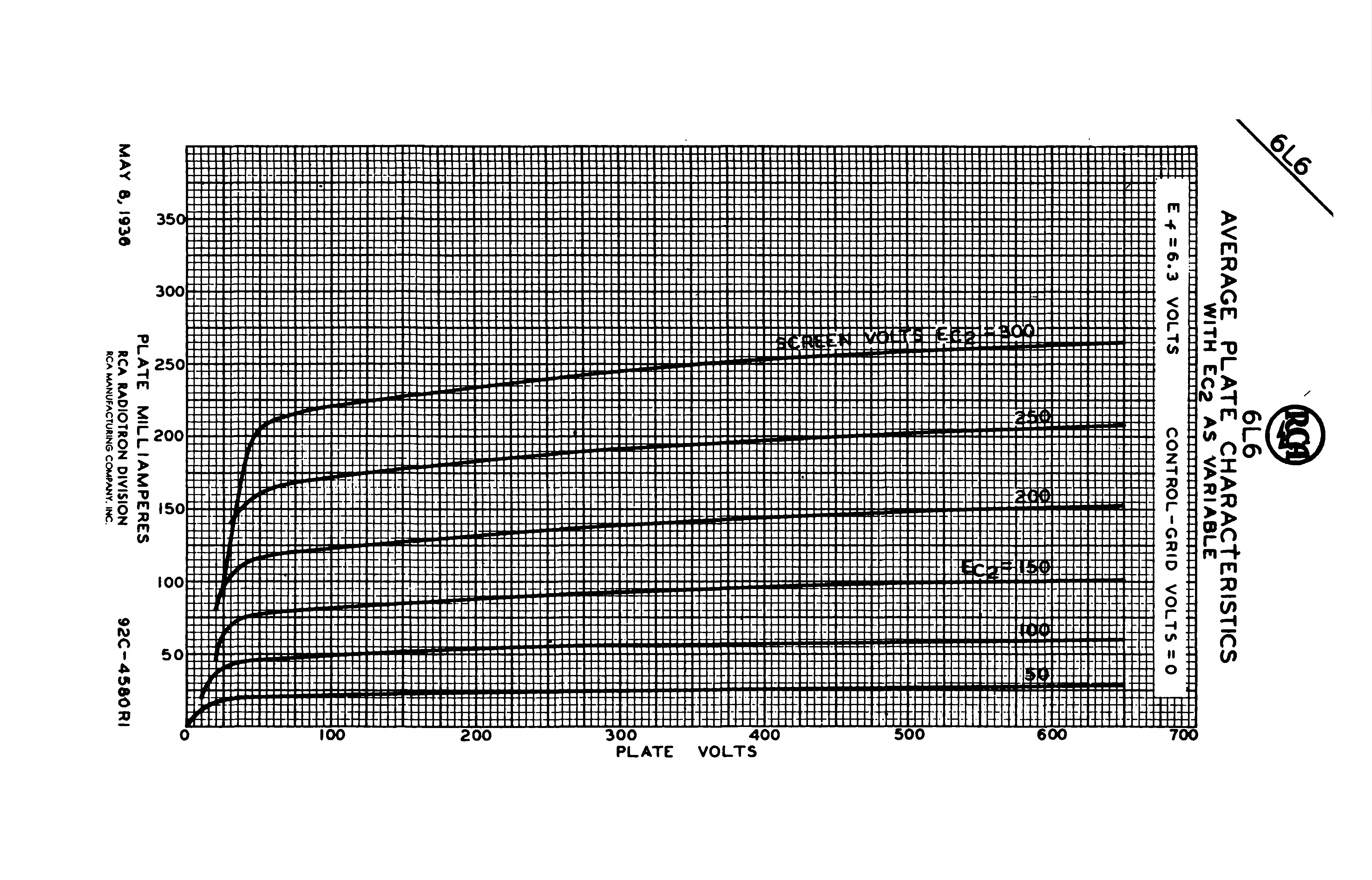
Anodenstromkennlinie mit der Spannung an Gitter 2 als Parameter
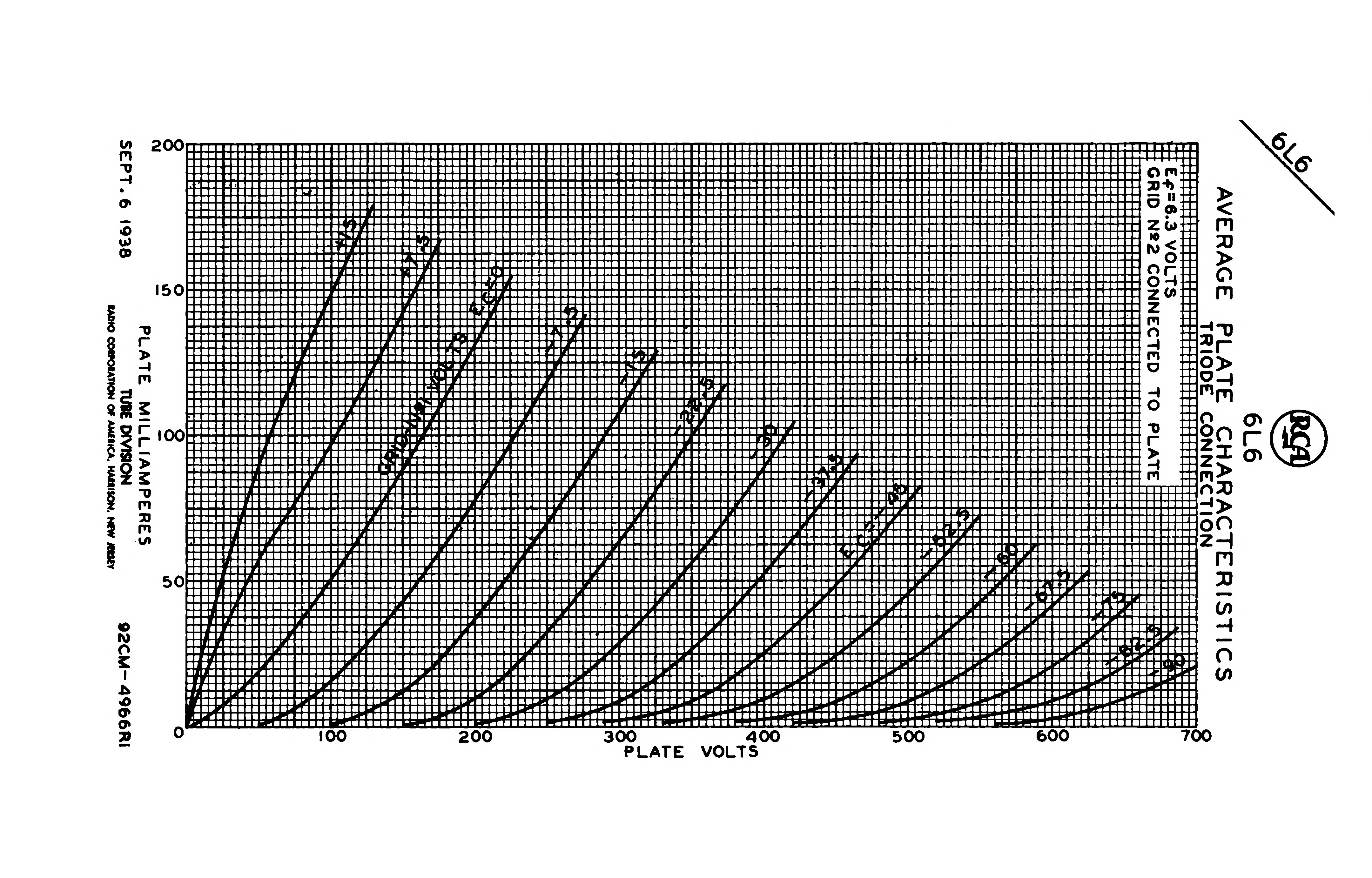
Anodenstromkennlinie im Triodenbetrieb (Gitter 2 mit Anode verbunden)

## Verwendung
Die 6L6 wird heutzutage hauptsächlich beim Bau von Röhrenverstärkern für elektrische Gitarren verwendet. Sie kommt in der Endstufe zum Einsatz. Die „klassischen“ 6L6-Verstärker sind Modelle der Firma Fender, zum Beispiel der „Fender Bassman“ oder der „Fender Twin Reverb“. Auch verschiedene Verstärkermodelle der Firma Mesa/Boogie basieren auf diesen Röhren, zum Beispiel der „Mark IV“, während andere etablierte Verstärkerhersteller für ihre Modelle auf andere Röhrentypen in der Endstufe setzen (Marshall: EL34, Vox: EL84).